# Gare d’École-Valentin
Gare d’École-Valentin vasútállomás Franciaországban, École-Valentin településen.

## Vasútvonalak
Az állomást az alábbi vasútvonalak érintik:
- Besançon-Viotte–Vesoul-vasútvonal

## Kapcsolódó állomások
A vasútállomáshoz az alábbi állomások vannak a legközelebb:
- Gare de Besançon-Viotte
- Gare de Besançon Franche-Comté TGV